# Aeroport de Cluj-Napoca
Aeroport Internacional de Cluj-Napoca Avram Iancu (codi IATA: CLJ, codi OACI: LRCL) és un aeroport que serveix la ciutat de Cluj-Napoca (Romania). Inicialment conegut com a Algunșeni Aeroport, està ubicat a 9 km est del centre de ciutat, a l'àrea l'Algunșeni, la qual es troba dins del Cluj-Napoca límits de ciutat. L'aeroport porta el nom honor Avram Iancu en honor del revolucionari romanès.
Pel que fa al trànsit de passatgers, l’aeroport de Cluj és el segon aeroport amb més trànsit de Romania, després de Bucarest Henri Coandă, que va gestionar 2,9 milions de passatgers el 2019. La seva mida i ubicació (a la ruta europea E576 i prop de l'autopista A3) el converteixen en l’aeroport més important de la regió històrica de Transsilvània.

## Història

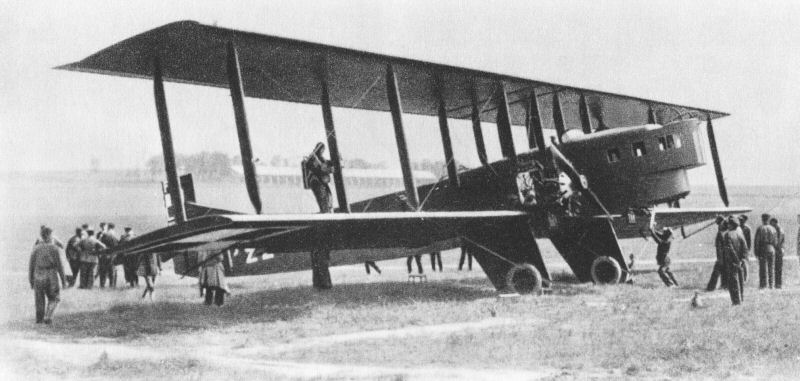
Un Farman-Goliath aeronau, similar a el utilitzat en el primer vol de l'aeroport

El 15 de desembre de 1917, el Consell Comarcal de Kolozsvár (avui Cluj-Napoca) va cedir terres a l'assentament de Szamosfalva (avui districte Someșeni de Cluj-Napoca) per desenvolupar un aeroport militar. El primer avió de passatgers va aterrar el 2 d'agost de 1928. Respectivament, l'aeroport de Cluj va ser fundat l'1 d'abril de 1932 pel Ministeri d'Indústria i Comerç de Romania. Fins que no es va construir l'aeroport civil, les primeres operacions van utilitzar l'aeròdrom militar de Someşeni que va ser fundat pel Servei Nacional de Navegació Aèria de (en romanès: Serviciul Naţional de Navigaţie Aerianǎ SNNA) el 1928. El SNNA va ser creat pel Ministeri de Guerra de Romania per obrir una línia de transport aeri entre Cluj i Bucarest.
El 1933, l’aeroport de Cluj va ser declarat aeroport internacional pel govern romanès. El primer vol internacional, un vol CSA Czech Airlines Praga –Cluj- Bucarest, va tenir lloc l’11 de setembre de 1933. Els avions utilitzats en aquesta ruta eren avions de vuit places Avia - Fokker. En els anys següents, es van obrir diverses rutes noves, com el vol Aeroflot Moscou -Cluj-Praga, obert el 15 de novembre de 1935, que funcionava amb un avió bimotor McDonnell Douglas DC-2 de 14 places, registrat com a URSS-M25 i l'URSS-M26. Durant aquest període també es van operar vols interns, com ara Cluj-Satu-Mare i Cernăuţi -Cluj- Arad que utilitzaven avions de deu passatgers Lockheed Model 10 Electra i avions de Havilland Dragon Rapide. A finals dels anys 30, l'aeroport va registrar un creixement constant i el nombre d'empleats va passar de 6 el 1934 a 16 el 1939.
Durant la Segona Guerra Mundial, l'aeroport es va tornar a convertir en un aeroport militar, ja que es considerava el més important de Transsilvània. El 1940, com a resultat del Segon Premi de Viena, el nord de Transsilvània (inclòs Cluj) va ser cedit a Hongria i, per tant, l'aeroport va ser utilitzat per la Força Aèria Hongaresa i la Luftwaffe alemanya. La companyia aèria Malert també va operar vols a Budapest durant aquests anys. L'octubre de 1944, les forces hongareses de la ciutat van ser derrotades pels exèrcits romanès i soviètic. En el moment de la reconquesta de l'aeroport per l'esquadró de combat no 4 romanès Focşani, a finals de setembre de 1944, l'aeroport estava completament destruït.
Després de la guerra, es van reprendre les operacions de l'aeroport amb vols interns TAROM que connectaven Cluj amb altres ciutats romaneses importants. Els avions utilitzats van ser els avions Lisunov Li-2 / Douglas DC-3 i Ilyushin Il-14.
Als anys seixanta, es va iniciar una extensa modernització de l'aeroport. El 1969 es va obrir una nova terminal de passatgers. El 1970, l'aeroport estava completament equipat amb totes les instal·lacions de seguretat.

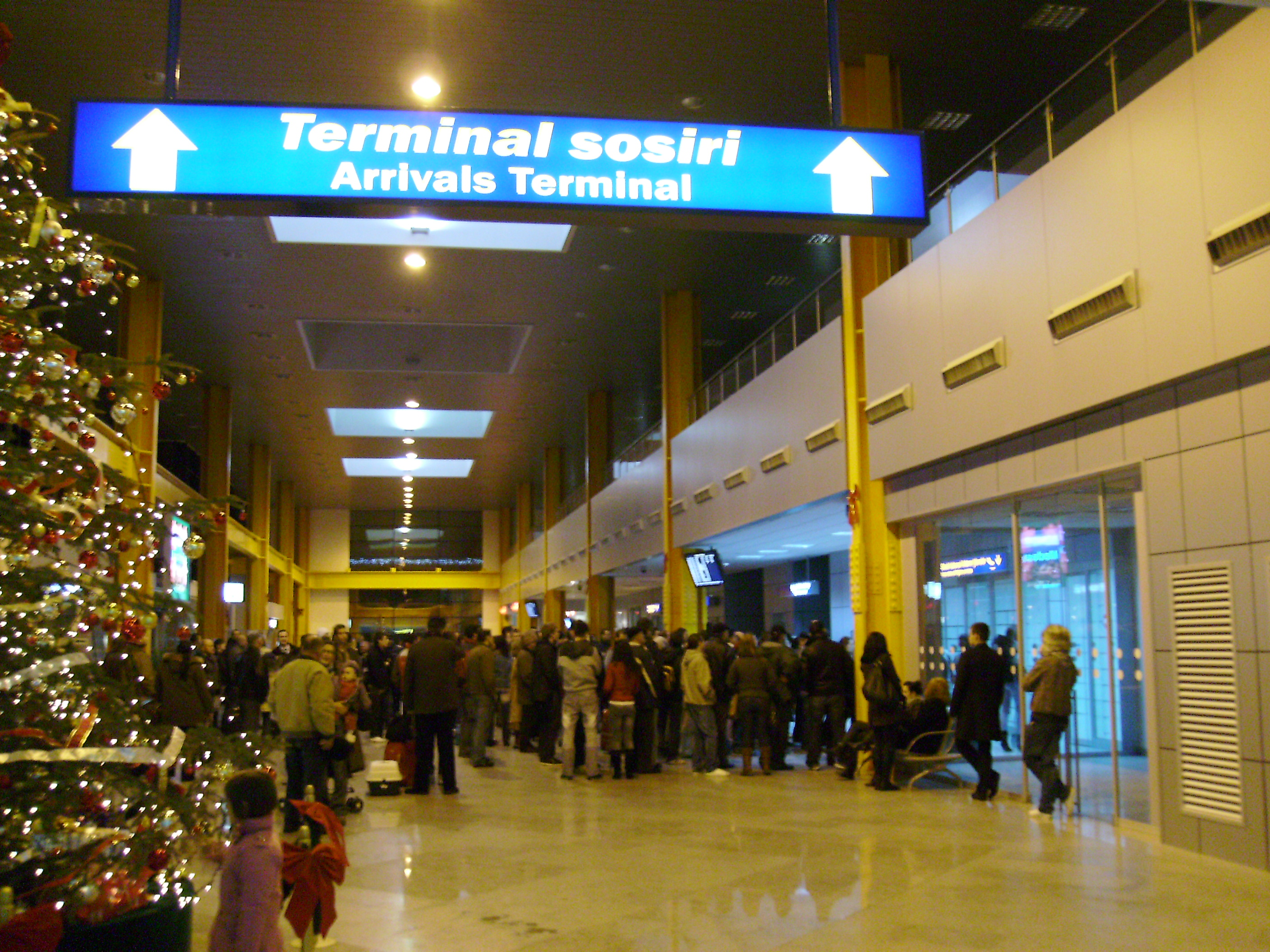
Terminal d'arribades

L'aeroport va romandre com a aeroport nacional fins al setembre de 1996, quan es va obrir de nou al trànsit internacional de passatgers i de càrrega. L'ampliació de l'edifici de la terminal també es va iniciar el 1996 i, des de l'agost de 1997, està dirigida pel Consell Comarcal de Cluj. El 2001 es va acabar l’ampliació de l'edifici de l’aeroport, es va modernitzar el sistema d’il·luminació de la pista i es va implementar un equip CAT I System Instrument Landing System (ILS).
El 2007 i el 2008, l'aeroport de Cluj va tenir l'evolució més espectacular dels darrers anys, amb un creixement interanual del 60% i del 93%, respectivament, que va assolir els 750.000 passatgers el 2008.
El 26 de juny de 2007 es va iniciar la construcció d'una nova terminal, capaç d’atendre 2 milions de passatgers anuals. Els 10.812 m2 sala d'arribades es va inaugurar el 22 de maig de 2008, seguida de la nova sala de sortides, amb una superfície total de 16.000 m2, inaugurat el maig de 2009. L'edifici de connexió entre les dues terminals es va inaugurar el novembre de 2009. El cost total del projecte s'estima en 40 milions d’euros. El febrer de 2009, els equips ILS es van actualitzar a CAT II.
L’aeroport de Cluj va superar els 1.000.000 de passatgers el 2010. El 8 de setembre de 2011 es van dur a terme les obres per construir una nova pista de 2,100 m (6,890 ft) començar. Les obres van representar la primera fase de la inversió que té com a objectiu una pista d’enlairament / aterratge de 3,500 m (11,483 ft). La nova pista 07/25 va entrar en funcionament oficialment el 26 d'octubre de 2013. L'antiga pista el 26/08 es va convertir en una pista de rodatge, després de l'obertura de la nova pista.
El 2014, ROMATSA va celebrar un concurs per a la creació d'una nova torre de control per a l’aeroport de Cluj-Napoca. Dels 22 projectes que es van presentar al concurs, va escollir com a guanyador el projecte de l'Office Architecture Office, una oficina de disseny arquitectònic amb seu a Bucarest. La torre s'assembla a un túnic i tindrà una alçada de 42 m. Els costos de la construcció de la nova torre de control aniran a càrrec de ROMATSA.

## Estadístiques
| 1              | Bucarest              | 490,428 | Aire blau, TAROM Wizz Air |
| 2              | Londres - Luton       | 315,630 | Aire blau, Wizz Air       |
| 3              | Múnic                 | 163,917 | Lufthansa                 |
| 4              | Bèrgam                | 110,588 | Wizz Air                  |
| 5              | Paris - Beauvais      | 101,013 | Wizz Air                  |
| 6              | Barcelona             | 93,467  | Vueling, Wizz Air         |
| 7              | Bolonya               | 77,194  | Wizz Air                  |
| 8              | Roma - Ciampino       | 69,914  | Wizz Air                  |
| 9              | Charleroi             | 69,507  | Wizz Air                  |
| 10             | Madrid                | 66,463  | Wizz Air                  |
| 11             | Dortmund              | 66,453  | Wizz Air                  |
| 12             | Tel-Aviv - Ben Gurion | 65,944  | Aire blau, Wizz Air       |
| 13             | Eindhoven             | 50,554  | Wizz Air                  |
| 14             | Dublin                | 48,930  | Aire blau                 |
| 15             | Frankfurt am Main     | 48,732  | Lufthansa                 |
| 16             | Basel/Mulhouse        | 45,367  | Wizz Air                  |
| 17             | València              | 43,355  | Wizz Air                  |
| 18             | Saragossa             | 43,198  | Wizz Air                  |
| Font: Eurostat |                       |         |                           |

| 1              | Romania    | 506,783 | Aire blau, TAROM, Wizz Air |
| 2              | Alemanya   | 443,020 | Lufthansa, Wizz Air        |
| 3              | Regne Unit | 392,728 | Wizz Air                   |
| 4              | Itàlia     | 314,457 | Wizz Air                   |
| 5              | Espanya    | 299,383 | Wizz Air                   |
| 6              | França     | 115,383 | Aire blau, Wizz Air        |
| Font: Eurostat |            |         |                            |

## Transport de terra

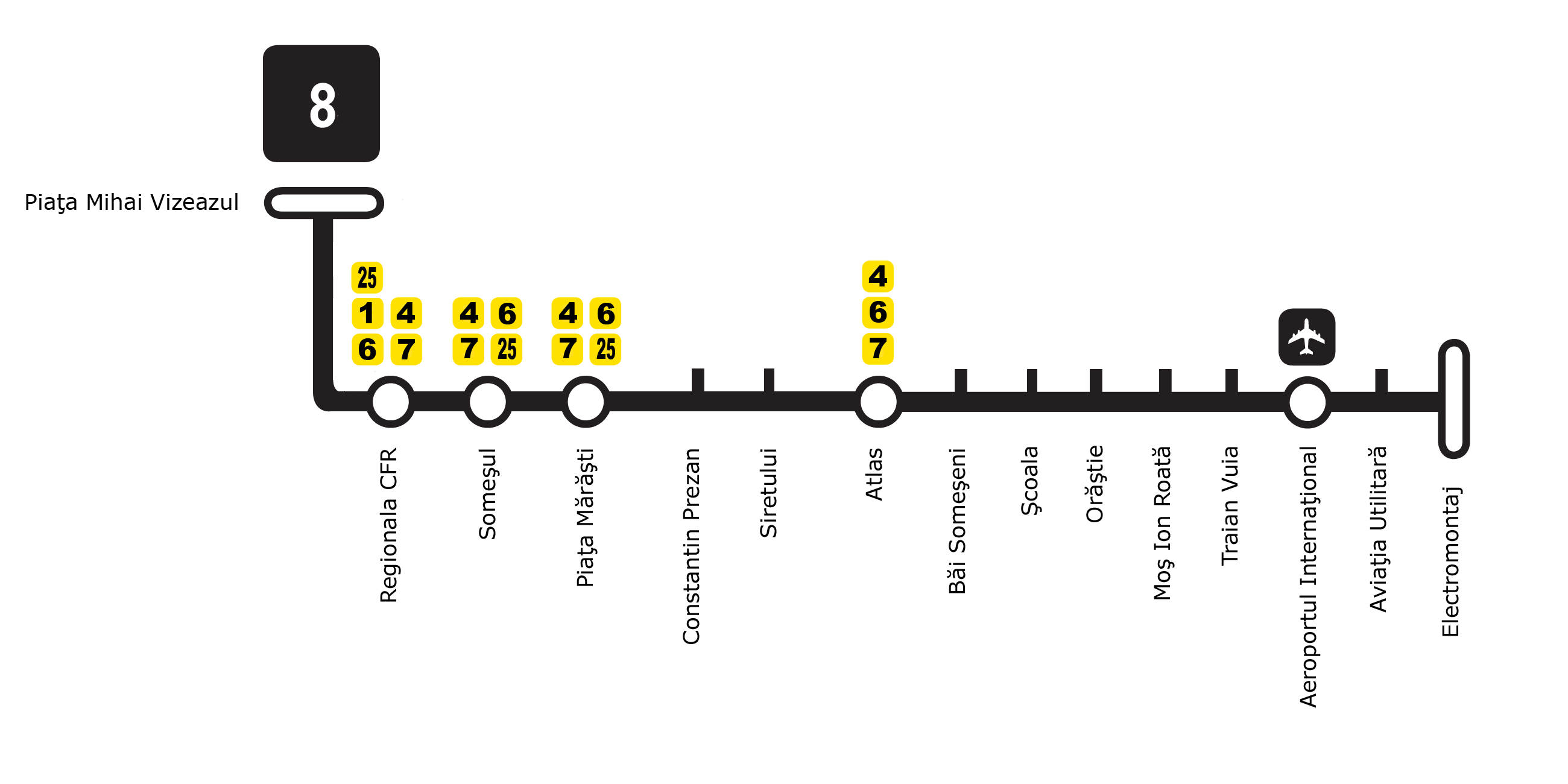
Ruta d'autobús del RATUC 8

L'aeroport es troba a 8 km est del centre de la ciutat per la ruta europea E576. El centre de la ciutat dura uns 20 minuts amb cotxe. CTP Cluj-Napoca, l'empresa de transport públic local, opera la seva ruta número 8 que connecta l’aeroport amb la plaça Mihai Viteazul al centre de la ciutat i el troleibús núm. 5 amb l'estació principal de ferrocarril.

## Accidents i incidents
- El 5 de setembre de 1986 cap a les 19:45, un avió Antonov An-24 RV completament carregat va sortir de l'aeroport de Bucarest Otopeni, amb direcció a Cluj-Napoca. Quan va començar el procediment d'aterratge, una de les auxiliars de vol, Aurelia Grigore, es va adonar que l'avió aterrava a una velocitat superior a la normal. Quan el tren principal d’aterratge tocava el terra, rebotava repetidament fins que l’avió s'aturava. La part frontal de l'avió estava en flames. Grigore es va adonar que tenien una situació d'emergència. Amb la seva companya d’acompanyant de vol, va decidir començar a desembarcar els passatgers. Va obrir la sortida d'emergència i va baixar les escales, però les escales no tocaven a terra perquè l'engranatge frontal estava trencat. La va ajudar Emil Hossu, un actor famós. "Va ser de les poques persones que no va entrar en pànic i ens va ajudar a evacuar l'avió amb seguretat", va dir Grigore. Després d'evacuar els passatgers, van tornar a ajudar els pilots que van quedar atrapats a la cabina. "La cabina estava en flames i vam perdre la fe que podríem salvar-los". Els següents moments van ser horribles per a tots els passatgers i la tripulació de vol. L’avió va ser destruït per les flames i amb els pilots encara a bord. Al cap de 10 minuts, van veure un dels copilots que intentaven escapar per una finestra. "Ens va dir que tenia el peu encallat i que no el podia treure. Vam intentar ajudar-lo, però no vam poder. Finalment, va aconseguir sortir de l’avió en flames. Estava completament cremat, ni tan sols es podia mirar. Va ser terrible. Els altres 2 pilots van cremar vius mentre els observàvem, impotents". El copilot també va morir. Va ser traslladat a urgències, però va morir l'endemà a causa de les cremades. Les autoritats van dir que l'accident es va deure a un mal funcionament de l'equipament. Els 3 pilots van ser les úniques baixes.[12]
- El 7 de gener de 2016, un Boeing 737-400 de Blue Air, reg. YR-BAS, va sortir de la pista després d'aterrar. No es van registrar ferits entre els 116 passatgers i la tripulació. La causa de l'accident va ser la realització d'un vol de flamar ampliat, seguit del touchdown de la pista a una distància aproximada de 2300 peus (aprox. 700 m) mesurats des del llindar 25 de la pista. La capa de neu humida present a la pista pot haver contribuït a l'accident.[13]